# Балтійський дім
Театр-фестиваль «Балтійський дім» (рос. Театр-фестиваль «Балтийский дом») — російський державний театральний холдинг в місті Санкт-Петербург.

## Історія
У 1936 році внаслідок злиття Ленінградського театру робітничої молоді (ТРАМ, заснований 1925 року) та Червоного театру (заснований 1926 року) був створений Ленінградський театр імені Ленінського комсомолу.
В роки німецько-радянської війни у 1942 році театр був евакуйований спочатку під Архангельськ, згодом — на Урал. До Ленінграду повернувся у 1945 році.
У 1991 році театр було перейменовано у Санкт-Петербурзький Державний театр «Балтійський дім».
У 2000 році театр отримав статус Театра-фестиваля. Нині це — великий театральний холдинг, що ставить основною задачею творчий пошук і експеримент в усіх сферах театрального життя. Під дахом театру працюють творчі колективи Естонії, театр «Фарси» на чолі з Віктором Крамером, та ін.

## Репертуар
В роки керівництва театром Г. О. Товстоноговим на його сцені поставлено спектаклі: «Десь у Сибіру» Ірошникової (1949), «Дорогою безсмертя» за творами Ю. Фучика «Слово перед стратою» (1951; Державна премія СРСР, 1952), «Загибель ескадри» О. Корнійчука (1952), «Перша весна» Ніколаєвої і С. Радзинського (1955).
Також репертуарі театру були: «Сказка про правду» М. Алігер (1946; Державна премія СРСР, 1947), «Молода гвардія» по О. Фадеєву (1947), «Дев'ята симфонія» Принцева (1966), «Олексій та Ольга» Герасимова і Успенського (1968), «Любов Ярова» К. Треньова (1970), «Без вини винні» (1938), «Остання жертва» (1945) О. Островського, «Нові люди» за романом М. Чернишевського «Що робити?» (1953), «Принижені й ображені» за Ф. Достоєвським (1956).
В теперішній афіші театру спектаклі класичного та сучасного репертуару, серед яких: «Тартюф» Ж.-Б. Мольєра, «Поховайте меня за плінтусом» за повістю П. Санаєва, «Лєрка» за п'єсами В. Сігарєва, «Одиночество в сети» за романом Я. Вишневського, «Ольга. Заборонений щоденник» на основі щоденників, листів і чернеток О. Берггольц, «Москва-Пєтушки» В. Єрофеєва.

## Керівники театру
В різні роки існування театру ним керували:
- 1936–1940 — В. П. Кожич
- 1941–1949 — М. В. Чежегов
- 1949–1956 — Г. О. Товстоногов
- 1956–1958 — О. В. Пергамент
- 1961–1963 — П. О. Хомський
- 1967–1970 — А. О. Тутишкін

## Відомі актори
На сцені театру грали видатні актори: Юрій Толубеєв, Володимир Честноков, Євген  Лебедєв, Тетяна Дороніна, Ролан Биков, Ніна Ургант, Олег Басилашвілі, Юліан Панич, Наталія Тенякова, Алла Балтер, Еммануїл Віторган, Лариса  Мальованна, Петро Шелохонов, Олег Даль та багато інших.